# Roger C. Carmel
Roger Charles Carmel (* 27. September 1932 in New York City; † vor dem 11. November 1986 in Los Angeles, Kalifornien) war ein US-amerikanischer Schauspieler und Synchronsprecher.

## Leben
Carmel wurde im New Yorker Stadtteil Brooklyn als Sohn von Benjamin Edward Carmel und Joyce I. Kislak geboren. Er hatte einen älteren Bruder namens Andrew und eine Schwester. Er besuchte die Brown University.
Rogers Vater arbeitete als Arzt und die Familie lebte in einem Haus an der Ecke Manchester und Winchester Street im Stadtteil Flatbush in Brooklyn, in dem sich auch die Arztpraxis befand. Als der Vater 1972 starb, verkaufte Carmel das Haus und seine Mutter zog nach Pennsylvania, um in der Nähe ihrer Tochter zu leben.
Carmels zweiter Vorname stammt von seinem Großvater Charles Carmel. Dieser war der Künstler, der die Holzpferde im Rye Playland in Rye, auf Coney Island und den Karussells im New Yorker Central Park schnitzte. Roger Carmel besaß ein unvollendetes Schaukelpferd seines Großvaters, das dieser für seinen älteren Bruder geschnitzt hatte, der aber im Alter von vier Jahren und noch vor Roger Carmels Geburt verstorben war; es war die einzige Erinnerung an seinen Bruder und seinen Großvater und befand sich bis zu seinem eigenen Tod in seinem Besitz.
Am 11. November 1986 wurde Carmel, der nie verheiratet war, tot in seiner Wohnung am West Hollywood Boulevard in Los Angeles aufgefunden, nachdem er mehrere Tage nicht mehr gesehen wurde und bereits in der Vergangenheit über Schmerzen in der Brust geklagt hatte. Das Los Angeles Police Department gab in einer Stellungnahme an, dass es sich um „eine mögliche Überdosis an Betäubungsmitteln“ handele, da „in der Nähe der Leiche Kokainreste und Betäubungsmittel-Utensilien gefunden wurden“; auch ein möglicher Suizid wurde in der folgenden Berichterstattung unterstellt. Sein Totenschein bescheinigte später als Todesursache eine Hypertrophe Kardiomyopathie.
Carmel war 54 Jahre alt und wurde auf dem Mount Carmel Cemetery im Stadtteil Queens seiner Geburtsstadt New York City im Kreise seiner Familie beigesetzt; er wurde von seiner Schwester und seiner Mutter überlebt. Sein Grab befindet sich in dem der jüdischen Gemeinde Beth Emeth zugehörigen Bereich des Friedhofs.

## Karriere
Roger C. Carmel begann seine Karriere beim Theater und trat zwischen 1958 und 1966 in mehreren Broadway-Aufführungen auf. Er spielte verschiedene Rollen in The Power and the Glory und die Rolle des dritten Poeten in Caligula, er war als Pasha in Once There Was a Russian, als Stellvertreter in Purlie Victorious und als Mr. Andrikos in The Irregular Verb to Love zu sehen. 1962 ersetzte er Jack Creley als Kardinal Wolsey in A Man for All Seasons und 1966 James Grout als Chitterlow in der Musical-Inszenierung von Half a Sixpence am Broadhurst Theater; es war seine finale Rolle am Broadway in New York City.
Ab 1958 war er auch vor der Kamera zu sehen. Sein Filmdebüt hatte er in Eines Tages öffnet sich die Tür. Er war Anfang der 1980er Jahre auch in Jerry Lewis’ Comeback-Film Alles in Handarbeit zu sehen, der allerdings ein Flop an den Kinokassen wurde.
Als gefragter Seriendarsteller trat Carmel ab 1961 – bis zu seinem Tod – in zahlreichen Haupt- und Nebenrollen in Fernsehserien auf. Berühmt wurde Carmel, der mit dem Schauspieler George Takei befreundet war, für die Verkörperung des intergalaktischen Ganoven Harcourt Fenton „Harry“ Mudd in den Folgen Die Frauen des Mr. Mudd und Der dressierte Herrscher der Science-Fiction-Fernsehserie Raumschiff Enterprise; er war 1972 auch in der Folge Der Liebeskristall der Zeichentrick-Adaption Die Enterprise zu hören.
Laut einem Eintrag im ersten Band des monatlich erschienenen DC Comics Star Trek war geplant, gut zwanzig Jahre nach seinen letzten Auftritten in Raumschiff Enterprise, seine Rolle in Raumschiff Enterprise – Das nächste Jahrhundert wiederaufleben zu lassen; allerdings verstarb Carmel und die Idee wurde aufgegeben. Auch ein geplanter Auftritt im Kinofilm Star Trek IV: Zurück in die Gegenwart wurde aufgrund seines unerwarteten Todes fallen gelassen. In Star Trek: Discovery verkörperte der Schauspieler Rainn Wilson die Figur des Harry Mudd.
Von 1967 bis 1968 hatte er eine Hauptrolle als schräger Fernsehautor und verhätschelter Ehemann Roger Buell in der Sitcom The Mothers-In-Law (deutsch Die Schwiegermütter), die auf NBC ausgestrahlt wurde. Zum Ende der ersten Staffel teilte der Schöpfer und Produzent der Serie, Desi Arnaz, den Darstellern mit, dass die Serie um weitere Staffeln verlängert würde, aber kein Geld für die vertraglich vereinbarten Gehaltserhöhungen ab der zweiten Staffel vorhanden wäre. Da Carmel der Meinung war, dass Arnaz unrechtmäßig fünf Gehälter bezog – als Erfinder, Produzent, Autor, Regisseur und später auch als Schauspieler – und zeitgleich die Kollegen zum Verzicht aufforderte, verließ er die Serie und wurde durch Richard Deacon ersetzt; die Sitcom wurde ein Jahr später abgesetzt. Zu Carmels weiteren erwähnenswerten Gastrollen im Fernsehen gehörten die des Buchhalters Doug Wesley in der Dick Van Dyke Show auf CBS und die des Colonel Gumm in Crossover-Folgen von Batman und The Green Hornet auf ABC.
Von 1968 bis 1970 war er häufig Kandidat in Spielshows wie Stump the Stars. 1981 erhielt er eine der Hauptrollen in der kurzlebigen Fernsehserie Fitz and Bones, die jedoch nach nur einem Monat wegen schlechter Einschaltquoten abgesetzt wurde.
In seiner späteren Karriere trat Carmel regelmäßig als Synchronsprecher in Erscheinung. So sprach er den stellvertretenden Anführer der Decepticons, Cyclonus, in der dritten Staffel der Zeichentrickserie Transformers („Generation 1“), nachdem er die Rolle bereits 1986 im Zeichentrickfilm Transformers – Der Kampf um Cybertron gesprochen hatte; in der zweiten Staffel der Serie hatte er ebenfalls verschiedene Figuren verkörpert. Er vertonte auch Charaktere in Zeichentrickserien wie Disneys Gummibärenbande und DuckTales – Neues aus Entenhausen.
Als Señor Naugles machte er erfolgreich Fernsehwerbung für die ehemalige Fast-Food-Restaurantkette Naugles, die 1988 mit Del Taco zusammengeführt wurde. Die von Carmel verkörperte Figur war an „Colonel“ Harland D. Sanders angelehnt, Gründer von Kentucky Fried Chicken. Carmel war auch die Stimme von „Smokey Bear“ in Werbespots der Forstbehörde zur Sensibilisierung für den Brandschutz und machte Werbung für Mundwasser der Marke Scope. Im Film Tschitti Tschitti Bäng Bäng synchronisierte er die Originalstimme von Gert Fröbe in seiner Rolle als Baron Bomburst.
Im deutschen Sprachraum wurde Carmel unter anderem von Wolf Ackva, Thomas Albus, Leon Boden, Reinhard Brock, Jörg Döring, Gerd Duwner, Manfred Erdmann, Uwe Friedrichsen, Andreas Grothusen, Hans W. Hamacher, Hans-Joachim Hanisch, Ben Hecker, Imo Heite, Wolfgang Hess, Martin Hirthe, Benno Hoffmann, Christoph Jablonka, Rüdiger Joswig, Thomas Kästner, Holger Kepich, Helmut Krauss, Norbert Langer, Harald Leipnitz, Christoph Lindert, Andreas von der Meden, Klaus Miedel, Hans-Rainer Müller, Edgar Ott, Thomas Rau, Bernd Rumpf, Willy Schäfer, Peter Schlesinger, Manfred Schmidt, Peer Schmidt, Rolf Schult, Karl Schulz, Bernd Simon, Ulf Jürgen Söhmisch, Hans Teuscher, Wolfgang Völz, Alexander Welbat und Gerd Wiedenhofen synchronisiert.

## Filmografie (Auswahl)

### Film
- 1958: Eines Tages öffnet sich die Tür (Stage Struck)
- 1959: Der unsichtbare Dritte (North by Northwest)
- 1963: Act One
- 1964: Madame P. und ihre Mädchen
- 1964: Goodbye Charlie
- 1965: Bei Madame Coco (The Art of Love)
- 1966: Leise flüstern die Pistolen
- 1966: Alvarez Kelly
- 1966: Mitternacht – Canale Grande
- 1966: Das Mädchen aus der Cherry-Bar (Gambit)
- 1970: Abenteuer in Neuguinea (Skullduggery)
- 1970: Myra Breckinridge – Mann oder Frau? (Myra Breckinridge)
- 1971: The Telephone Book
- 1973: Begegnung am Vormittag (Breezy)
- 1974: Marathon Bar: Captain Quick
- 1977: Wie Blitz und Donner (Thunder and Lightning)
- 1979: Anatomy of a Seduction (Fernsehfilm)
- 1979: That’s Life
- 1980: Alles in Handarbeit
- 1982: Terror at Alcatraz (Fernsehfilm)
- 1986: Transformers – Der Kampf um Cybertron
- 1986: Transformers: Die fünf Gesichter der Finsternis (Video; Transformers: Five Faces of Darkness)

### Fernsehen
- 1961: Great Ghost Tales
- 1961: Look Up and Live
- 1961: Preston & Preston
- 1962: Gleitbootpatrouille (The Everglades)
- 1961–1962: Armstrong Circle Theatre
- 1962: The DuPont Show of the Week
- 1962: Wagen 54, bitte melden
- 1960–1963: Gnadenlose Stadt
- 1963: East Side/West Side
- 1963: Zirkusdirektor Johnny Slate (The Greatest Show on Earth)
- 1964: The Patty Duke Show
- 1960–1964: Route 66
- 1964: Dick van Dyke Show
- 1965: Alfred Hitchcock zeigt
- 1964–1965: My Living Doll
- 1965: Die Munsters
- 1964–1965: Solo für O.N.K.E.L.
- 1965: Ein Käfig voller Helden
- 1965: Die Seaview – In geheimer Mission
- 1966: Blaues Licht (Blue Light)
- 1966: The Smothers Brothers Show
- 1966: The Pruitts of Southampton
- 1967: Batman
- 1965–1967: Tennisschläger und Kanonen
- 1966–1967: Raumschiff Enterprise
- 1967–1968: The Mothers-In-Law
- 1968: Ihr Auftritt, Al Mundy
- 1968: Premiere
- 1969: Disney-Land (The Wonderful World of Disney)
- 1969: Nachdenkliche Geschichten (Insight)
- 1971: High Chaparral
- 1971: Der Chef
- 1971: Getting Together
- 1971–1972: Hawaii Fünf-Null
- 1972: Anna und der König von Siam (Anna and the King)
- 1972: Banacek
- 1972: Doris Day in… (The Doris Day Show)
- 1972: Owen Marshall – Strafverteidiger
- 1973: The Paul Lynde Show
- 1973: McMillan & Wife
- 1973: Die Enterprise
- 1975: Ein Sheriff in New York
- 1975: Die Zwei von der Tankstelle (Chico and the Man)
- 1975: Get Christie Love!
- 1975: Die Zwei mit dem Dreh
- 1975: Der Unsichtbare
- 1977: Es bleibt in der Familie
- 1977: California Okay (The San Pedro Beach Bums)
- 1977: The Hardy Boys/Nancy Drew Mysteries
- 1979: B.J. und der Bär (B. J. and the Bear)
- 1979: Herzbube mit zwei Damen
- 1980: Laverne & Shirley
- 1980: Sheriff Lobo (The Misadventures of Sheriff Lobo)
- 1980: Hart aber herzlich
- 1981: Fitz and Bones
- 1982: Noch Fragen Arnold?
- 1985: Die Schnorchels
- 1986: Die Schlümpfe
- 1986: Jonny Quest
- 1986: The Glo Friends
- 1986: Die Gummibärenbande
- 1985–1986: Transformers
- 1987: CBS Storybreak (Miniserie)
- 1987: DuckTales – Neues aus Entenhausen

## Theater (Auswahl)
- 1958: The Power and the Glory
- 1960: Caligula
- 1961: Once There Was a Russian
- 1961: Purlie Victorious (Cort Theatre, The Longacre Theatre)
- 1961: A Man for All Seasons
- 1963: The Irregular Verb to Love (Ethel Barrymore Theatre)
- 1966: Half a Sixpence (Broadhurst Theatre)